# Alberto Méndez
Alberto Méndez Rodríguez (* 24. Oktober 1974 in Nürnberg) ist ein ehemaliger deutsch-spanischer Fußballspieler.

## Karriere
Méndez spielte 1996 beim 1. SC Feucht in der Fußball-Landesliga Bayern, als er bei einem Spiel gegen den ESV Rangierbahnhof Nürnberg von Arsène Wenger, dem Trainer des Londoner Spitzenclubs FC Arsenal beobachtet wurde. Ein Jahr später wechselte er für eine Ablöse von 600.000 D-Mark zum englischen Verein. Er bestritt einige Spiele für Arsenal, unter anderem auch in ein Spiel in der UEFA Champions League. Beim 3:1-Sieg gegen Panathinaikos Athen, erzielte er das 1:0 in der 66. Minute. Er wurde für Tommy Black in der 78. Minute ausgewechselt. Mendez konnte sich aber aufgrund zahlreicher Verletzungen nicht endgültig durchsetzen.
Daraufhin versuchte er sein Glück in Griechenland bei AEK Athen, wo er von Februar bis April 1999 spielte, und nochmal in Deutschland bei der SpVgg Unterhaching (Juli 1999 bis Juni 2000). Doch das Verletzungspech blieb ihm treu und so scheiterte auch sein zweiter Anlaufversuch in Arsenal.
2001 wechselte er zum spanischen Zweitligisten Racing de Ferrol. Hier blieb er zwei Jahre und fand 2003 mit dem FC Terrassa einen neuen Verein. 2004 kehrte er nach Feucht zurück, 2005 wechselte er zur SpVgg Bayreuth. In der Saison 2006/07 spielte er für den Süd-Regionalligisten SV Darmstadt 98.
Im Vorfeld der Saison 2007/08 wechselte er zum Regionalligisten SV Sandhausen, wo er die Qualifikation für die 3. Liga erreichte. Im Dezember 2008 verließ er Sandhausen, um sich dem Bayernligisten SpVgg Weiden anzuschließen, mit denen er noch in der gleichen Saison die Meisterschaft und den somit verbundenen Aufstieg in die Regionalliga Süd erreichte.
Im November 2010 gab Méndez, aufgrund einer erneut schweren Verletzung, sein Karriereende bekannt.
Zur Saison 2011/12 übernahm er das Traineramt beim oberpfälzer Bezirks-Oberligisten FC Amberg, den er 2012 in die neue Bayernliga Nord führte und dort im April 2013 entlassen wurde. In der Saison 2013/14 schnürte er wieder die Fußballschuhe für den mittelfränkischen Kreisklassisten TV Leinburg und erzielte in acht Spielen drei Tore. Im Mai 2020 heuerte er beim mittelfränkischen Bezirksligisten TSG 08 Roth als Trainer an.